# Polemonium elegans
Polemonium elegans là một loài thực vật có hoa trong họ Polemoniaceae. Loài này được Greene miêu tả khoa học đầu tiên năm 1898.

## Hình ảnh

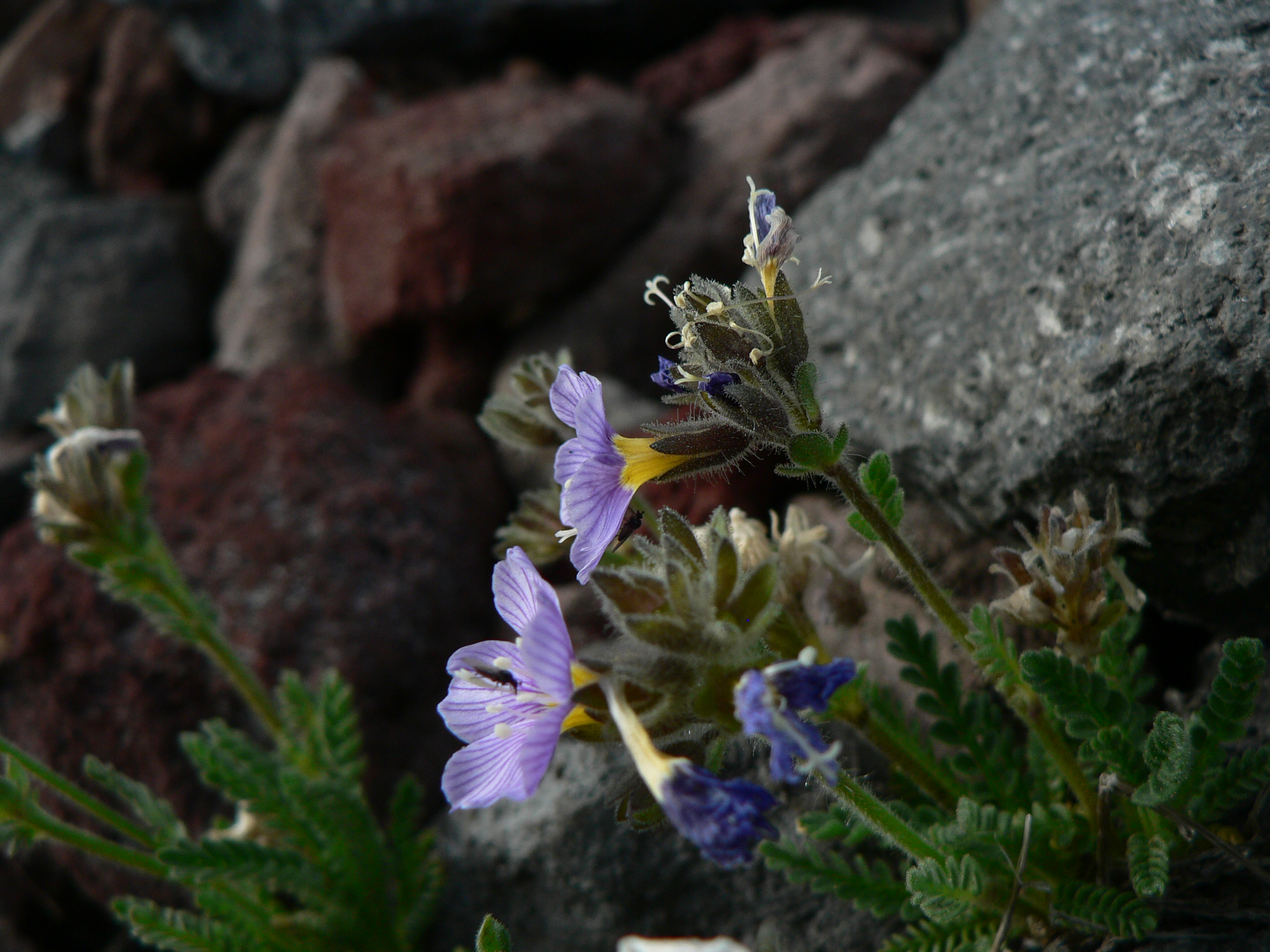
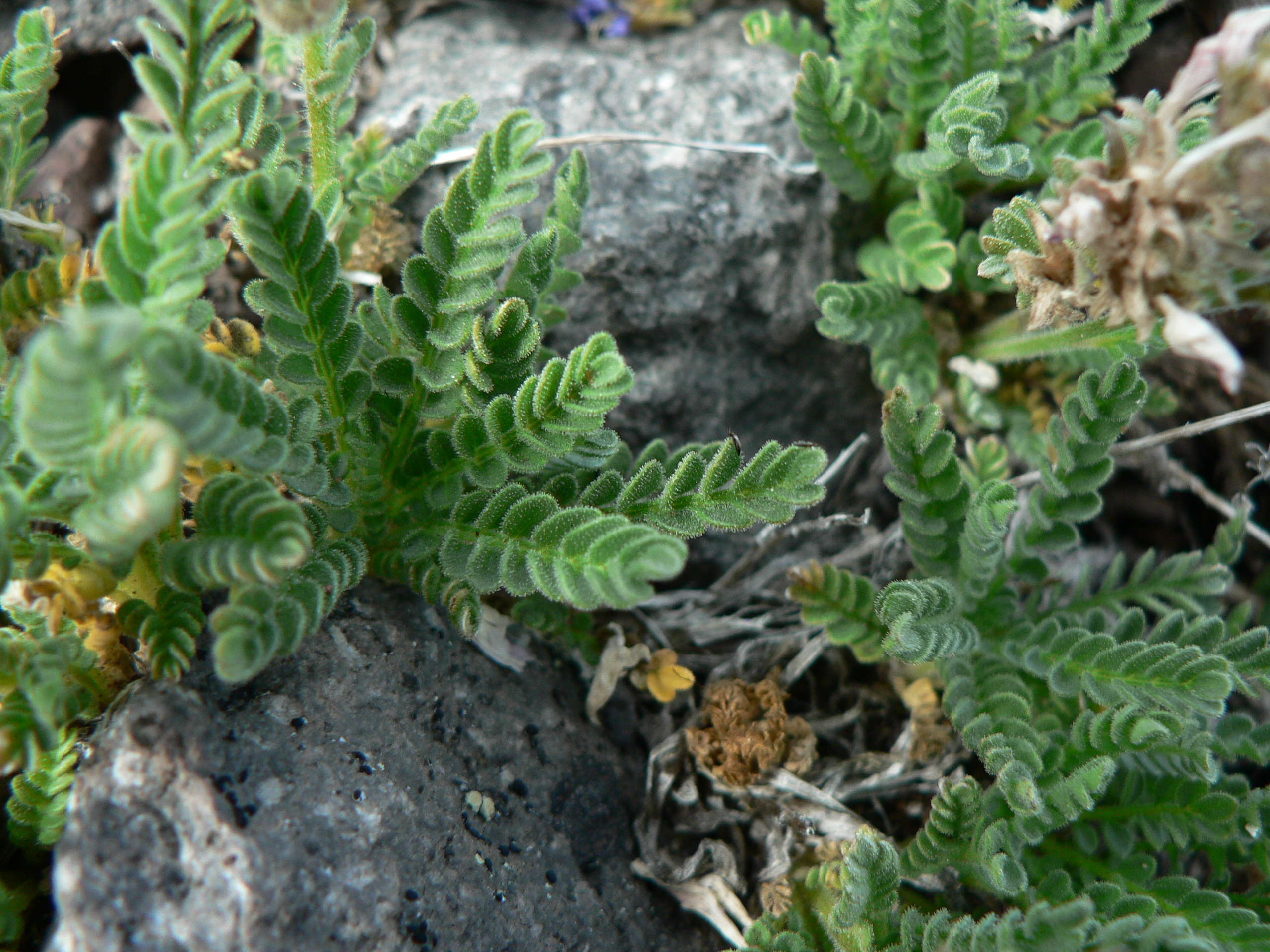
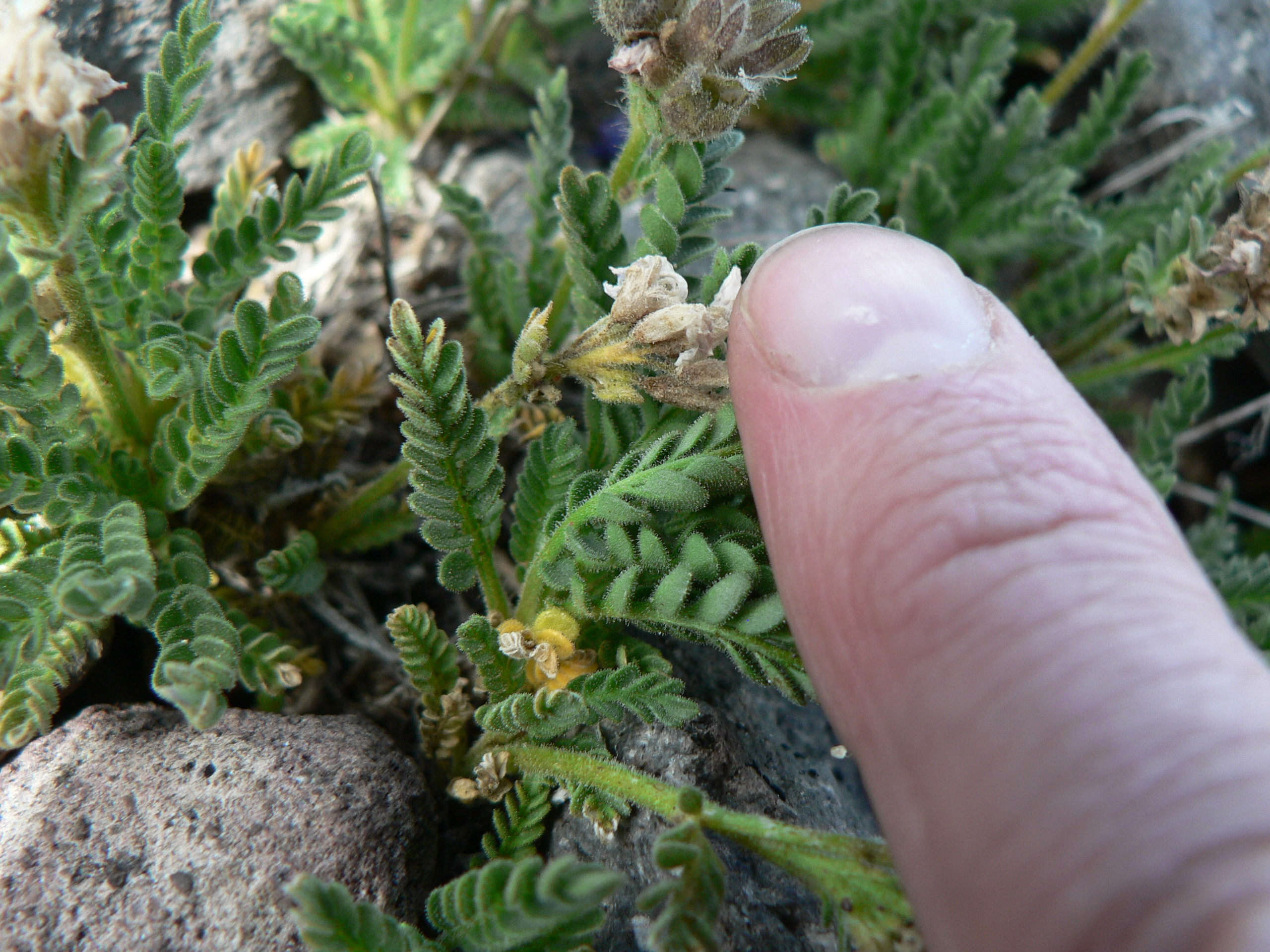